# 坪井智也
坪井 智也（つぼい ともや、1996年3月25日 - ）は、日本の男子プロボクサー。静岡県浜松市出身。帝拳ボクシングジム所属。現WBOアジアパシフィックバンタム級王者。日本大学卒業。元自衛隊体育学校所属の幹部自衛官（最終的な階級は3等陸尉）。日本ボクシング史上初の世界選手権金メダリスト。

## 来歴

### アマチュアボクシング
静岡県浜松市で生まれ、小学2年生から小学5年生まで極真空手に励んだ（松井派で、最高成績は少年の部・全国3位）。小学6年生より浜松市のアマチュアボクシングジム、リードでボクシングを始めた。静岡県立浜松工業高等学校入学後はボクシング部に所属し、インターハイ3位、国体準優勝などの結果を残した。

#### 日本大学時代
2014年、日本大学に入学すると頭角を現し、11月の全日本選手権では谷口将隆と京口紘人をライトフライ級の準決勝と決勝で立て続けに破り初優勝を果たした。その後、2015年、2016年、2017年の全日本選手権において、いずれも決勝で柏崎刀翔を破り全日本4連覇を果たした。しかしながらリオデジャネイロ五輪予選代表は、国際大会での経験値や戦術の観点から坪井ではなく柏崎刀翔が選出された。
2017年7月、史上5人目となる関東大学ボクシングリーグ戦における大学4年間20戦全勝無敗記録を達成し、最優秀選手賞を獲得した。

#### 自衛隊体育学校時代
2018年から自衛官となり、自衛隊体育学校ボクシング班に所属。2020年の東京五輪の実施階級からライトフライ級がなくなるためフライ級に階級を変更した。しかし2019年の全日本選手権フライ級決勝において、田中亮明に2-3のスプリット判定で敗れ、バウトレビュー（判定への異議申し立て）を適用するも判定は覆らず、東京五輪予選代表権を逃した。

##### 日本初の世界選手権優勝
2021年11月、セルビアのベオグラードで開催された世界選手権にバンタム級（54kg）日本代表として出場し、リオ五輪フライ級金メダリストであるシャホビディン・ゾイロフやマフムド・サビルカンといった世界トップクラスの強豪アマチュアボクサー達を破り優勝し、金メダルを獲得。同大会においてウェルター級で金メダルを獲得した岡澤セオンと共に、日本ボクシング史上初の世界選手権金メダリストとなった。
2022年6月、日本ボクシング連盟年間表彰において、2021年度優秀賞を受賞した。
2022年11月、ヨルダンのアンマンで開催されたアジア選手権のフライ級（51kg）に出場。準決勝でカザフスタンのサケン・ビボシノフに敗れ銅メダルを獲得した。

##### パリオリンピックへの道
2023年2月26日に行われた2024年パリ五輪大陸予選を兼ねる杭州アジア大会の51kg級代表決定戦（ボックスオフ）で荒竹一真に勝利し、アジア大会出場を決めた。
2023年5月、ウズベキスタンのタシュケントで開催された世界選手権の51kg級（フライ級）に出場。準々決勝でリオ五輪ライトフライ級金メダリストのハサンボイ・ドゥスマトフに判定負けを喫した。
2023年10月、新型コロナウイルス感染症の世界的流行の影響で1年遅れて開催された杭州アジア大会の51kg級に出場。銀メダル以上の成績でパリ五輪への出場権を得ることの出来る大会だったが、準決勝で再びハサンボイ・ドゥスマトフに判定負けを喫し、同大会でのパリ五輪出場権は獲得できなかった。
2023年11月26日、パリ五輪予選代表を懸けた全日本選手権に出場し、フライ級決勝で大会2連覇中だった自体校の同門である牧野草子に判定勝利し、6年ぶりの全日本制覇を果たすと同時にパリ五輪予選代表権を獲得した。
2024年3月11日、イタリアのブスト・アルシーツィオで開催されたパリ五輪世界1次予選の51kg級に日本代表として出場したが、3回戦でコロンビアのユベルヘン・マルティネス（リオ五輪銀メダリスト）に敗れ、今大会でのパリ五輪出場権獲得を逃した。

##### 五輪最終予選棄権～アマチュア引退
2024年5月23日、坪井はパリ五輪世界最終予選のため開催地であるタイのバンコク入りをして、大会開幕を翌日に控えていたが、日本ボクシング連盟から『「必要な体調を準備できない」と本人及びチームで判断し、医学的な見解をふまえて棄権いたしました。』との発表とともに、体調不良のため試合に出場することができなくなった坪井が同大会を棄権することが発表された。これにより五輪出場権獲得の可能性はなくなり、パリ五輪出場への道は完全に消滅した。世界選手権を制する実力を持ちながらもオリンピック出場は3大会連続で逃す形となった。
2024年6月6日、坪井が自身のSNSで「アマチュアボクシング引退致します。沢山の人に愛して頂き、応援して頂けた事が、自分の人生に置いて大きな財産になりました。紆余曲折ある競技人生で、期待に応えれ無い事も多かった。才能は全く無かったけど沢山の支えが合って、長く競技を続ける事が出来ました。本当に有難う御座いました。」と発信し、アマチュアボクシングにおける現役引退を表明した。また同年12月、自衛隊体育学校を退校する直前にも同様の意向を示した。アマチュア時代の通算戦績は106勝（10RSC）25敗であった。

### プロボクシング
2025年1月27日、都内ホテルで開催された会見で、坪井が帝拳ジムに所属してプロに転向する事が発表された。2月6日、後楽園ホールにてプロテストが行われ、日本ボクシング史上2人目のA級プロテスト合格を果たした。
2025年3月13日、両国国技館で行われた「U-NEXT BOXING2 トリプル世界タイトルマッチ」にてWBOアジアパシフィックバンタム級2位のブーンルエン・ファヨンとプロデビュー戦ならびに117ポンド（53.07kg）契約8回戦を行い、2回2分34秒TKO勝ちを収めた。尚、A級プロテストを受験の上、A級8回戦でプロデビューした選手は、坪井が日本ボクシング史上初だった。
2025年6月8日、有明コロシアムで行われた「Prime Video Boxing13」にてWBOアジアパシフィックバンタム級1位のバン・タオ・トランとWBOアジアパシフィック同級王座決定戦を行い、12回3-0判定で勝利しプロ初タイトルを獲得した。プロ2戦でのタイトル獲得は松田恵里（OPBF東洋太平洋女子アトム級）、千本瑞規（日本女子ミニマム級）、但馬ミツロ（日本ヘビー級）、和田まどか（OPBF東洋太平洋女子ミニマム級）と並ぶ国内最速タイ記録であり、男子の国際タイトルとしては堤駿斗（OPBF東洋太平洋フェザー級）、横山葵海（OPBF東洋太平洋スーパーフライ級）の3戦、WBOアジアパシフィックでは西田凌佑（バンタム級）の4戦をそれぞれ抜いての単独記録となる。また、デビューから88日での王座獲得は和田に次いで2位、男子では最短記録になった。

## 人物・エピソード
- 1996年3月生まれだが、学年的には95年度生まれとなるため、日本ボクシング界で活躍する、田中恒成、比嘉大吾、山中竜也、井上拓真、岩田翔吉、岡澤セオンらと同じ黄金の「1995世代」の一人として数えられている[39][40]。
- 坪井の所属する帝拳ジムの本田明彦会長は「うちにきたアマチュア出身の中で坪井が最強ですよ」と、坪井のボクシングを絶賛している[41]。

## 戦績
- アマチュア:131戦106勝（10RSC）25敗[42]
- プロボクシング:2戦 2勝（1KO）無敗

| 戦           | 日付          | 勝敗 | 時間    | 内容    | 対戦相手               | 国籍     | 備考                                      |
| ------------ | ------------- | ---- | ------- | ------- | ---------------------- | -------- | ----------------------------------------- |
| 1            | 2025年3月13日 | ☆    | 2R 2:34 | TKO     | ブーンルエン・ファヨン | タイ     | プロデビュー戦                            |
| 2            | 2025年6月8日  | ☆    | 10R     | 判定3-0 | バン・タオ・トラン     | ベトナム | WBOアジアパシフィックバンタム級王座決定戦 |
| テンプレート |               |      |         |         |                        |          |                                           |

## 獲得タイトル
- アマチュア
  - 第65回全国高等学校総合体育大会ボクシング競技大会ピン級 3位[43]
  - 第66回全国高等学校総合体育大会ボクシング競技大会ライトフライ級 3位
  - 第68回国民体育大会ボクシング競技少年ライトフライ級 準優勝[44]
  - 第84回全日本ボクシング選手権大会ライトフライ級 優勝 [45]
  - 第85回全日本ボクシング選手権大会ライトフライ級 優勝（2連覇）[46]
  - 2015年アジア選手権 5位 [47]
  - 第71回国民体育大会ボクシング競技成年ライトフライ級 優勝[48]
  - 第86回全日本ボクシング選手権大会ライトフライ級 優勝（3連覇） [49]
  - 第72回国民体育大会ボクシング競技成年ライトフライ級 優勝（2連覇）[50]
  - 第87回全日本ボクシング選手権大会ライトフライ級 優勝（4連覇）[51]
  - 2018年アジア競技テスト大会ライトフライ級 3位
  - 2018年アジア大会[52]
  - 東京五輪記念杯争奪戦ライトフライ級 勝利[53]
  - 第88回全日本ボクシング選手権大会フライ級 準決勝敗退[54]
  - 第89回全日本ボクシング選手権大会フライ級 準優勝[55]
  - 2021年コンスタンチン・コロトコフ記念国際トーナメント男子57㎏級 3位 [56]
  - 第21回AIBA世界ボクシング選手権バンタム級 金メダル[57]（日本史上初の同選手権制覇）
  - 2022年アジア選手権フライ級 銅メダル[58]
  - 2022年アジア大会フライ級 銅メダル[24]（コロナの為1年遅れての開催）
  - 第93回全日本ボクシング選手権大会フライ級 優勝[25]
- プロ
  - WBOアジアパシフィックバンタム級王座（防衛0）